# Jean McConville
Jean McConville   (Belfast, 7 de maig de 1934 - Irlanda del Nord, desembre 1972) (nascuda Jean Murray) va ser una dona de Belfast (Irlanda del Nord), que va ser segrestada i assassinada per l'Exèrcit republicà irlandès provisional (IRA, IRA Provisional o PIRA) i enterrada il·lícitament al comtat de Louth (República d'Irlanda) el 1972 després de ser acusada per l'IRA de passar informació a les forces britàniques.
El 1999, l'IRA va reconèixer que havia assassinat McConville i vuit més dels «Desapareguts». Va afirmar que havia estat passant informació sobre republicans a l'exèrcit britànic a canvi de diners i que s'havia trobat un transmissor de ràdio al seu apartament. Un informe del Police Ombudsman for Northern Ireland (OPONI; Mediador de la Policia per a Irlanda del Nord) va indicar que no va trobar cap evidència d'aquest o d'altres rumors.
Abans dels «problemes», l'IRA tenia una política d'assassinar informadors dins de les seves pròpies files; no obstant això, des de l'inici del conflicte, el terme «informador» també es va utilitzar per a civils sospitosos de proporcionar informació sobre organitzacions paramilitars a les forces de seguretat. Altres paramilitars republicans i lleialistes irlandesos també van cometre aquests assassinats. Com que era vídua de deu fills, l'assassinat de McConville va ser particularment controvertit. El seu cos no va ser trobat fins al 2003 i el crim no s'ha resolt. El Mediador de la Policia va trobar que el Royal Ulster Constabulary (RUC) no va començar a investigar correctament la desaparició fins al 1995.

## Biografia
Jean Murray va néixer el 7 de maig de 1934 en una família protestant a l'est de Belfast, però es va convertir en catòlica després de casar-se amb Arthur McConville, un antic soldat catòlic de l'exèrcit britànic, amb qui va tenir deu fills. Després de ser intimidats per lleialistes per a que marxessin del districte protestant el 1969, la família McConville es va traslladar als Divis Flats de West Belfast, a Lower Falls Road. Arthur va morir de càncer el gener de 1972.
En el moment de la seva mort, Jean McConville vivia a 1A St Jude's Walk, que formava part del complex Divis Flats. Es tractava d'un reducte de l'IRA, des del qual es llançaven regularment atacs contra l'exèrcit britànic i la RUC. Des de la mort del seu marit, havia estat criant els seus deu fills, que tenien entre sis i vint anys. El seu fill Robbie era membre de l'IRA Oficial (OIRA) i va ser internat a la presó de Long Kesh en el moment de la seva mort; abandonaria a l'Exèrcit Irlandès d'Alliberament Nacional (INLA) el 1974.

### L'assassinat
En els mesos previs a la seva mort, la tensió i la sospita van créixer entre McConville i els seus veïns. Una nit poc abans de la seva desaparició, presumptament va ser atacada després de sortir d'una sala de bingo i se li va advertir que deixés de donar informació a l'exèrcit britànic. Segons els registres policials, el 29 de novembre de 1972 una unitat de l'exèrcit britànic va trobar una dona angoixada que vagava pel carrer. Ella els va dir que es deia McConville i que havia estat atacada i advertida que deixés d'informar. Un dels fills de McConville va afirmar que va ser segrestada la nit després d'aquest incident, però d'altres van donar la data del segrest el 7 de desembre.
La nit de la seva desaparició, quatre dones joves van treure McConville de casa seva a punta de pistola, i va ser conduïda a un lloc desconegut. Dolours Price va afirmar que era una de les persones implicades en la seva conducció a través de la frontera. McConville va ser assassinada per un tret a la part posterior del cap; no hi va haver proves de cap altra ferida al seu cos. El seu cos va ser enterrat secretament a la frontera, en Shelling Hill Beach (també coneguda com a Templetown Beach) a l'extrem sud-est de la península de Cooley, al nord del comtat de Louth, a uns 50 km de casa seva. El lloc de la seva mort és incert.
Tot i que cap grup va admetre la responsabilitat de la seva desaparició, hi va haver rumors que l'IRA l'havia matat per haver passat informació. Un altre rumor és que la van matar perquè els veïns van afirmar que la van veure ajudar a un soldat britànic greument ferit fora de casa seva; els fills de McConville diuen que recorden que va ajudar a un soldat britànic ferit un temps abans que el seu pare morís el gener de 1972. En una entrevista del 2014 publicada a Sunday Life, l'exrepublicana irlandesa Evelyn Gilroy afirmava que la persona que havia tingut cura del soldat va ser la seva germana.
L'IRA no va admetre la seva participació fins després de la signatura de l'Acord de Divendres Sant. Va afirmar que la van matar perquè passava informació sobre republicans a l'exèrcit britànic. L'exmembre de l'IRA Brendan Hughes va afirmar que l'IRA havia escorcollat el seu pis algun temps abans de la seva mort i va trobar un transmissor de ràdio que van confiscar. Ell i altres exrepublicans la van interrogar i van afirmar que va admetre que l'exèrcit britànic li pagava per donar informació sobre republicans. Hughes afirma que, per les seves circumstàncies, la van deixar anar amb un advertiment. No obstant això, afirma que quan l'IRA va trobar que havia reprès la seva feina per a l'exèrcit britànic, va decidir «executar-la».
Normalment, els cossos d'informants executats s'exposaven en públic com a advertència, però l'IRA va enterrar secretament McConville, pel que sembla perquè era una vídua i mare de deu fills. L'IRA ho havia fet per primera vegada dos mesos abans, quan va matar i enterrar dos membres de l'IRA que presumptament treballaven sota secret per a la Military Reaction Force (MRF) britànica.

### Conseqüències
Després de la seva desaparició, els set fills més petits de McConville, inclosos els bessons de sis anys, van sobreviure sols al pis, atesos per la seva germana Helen, de 15 anys. Segons ells, un desconegut va visitar la família famolenca tres setmanes després, qui els va donar la bossa de mà de McConville, amb 52 penics i els seus tres anells.
El 16 de gener de 1973, la història del segrest va aparèixer a la primera plana del Belfast Telegraph, sota el titular «Mare arrabassada desapareguda un mes». L'endemà, els nens van ser entrevistats al programa de televisió de la BBC Scene Around Six. Els nens van ser entregats als serveis socials i van ser immediatament traslladats a l'assistència municipal. Els serveis socials va dividir la família. Entre les conseqüències de l'assassinat, el fill orfe de McConville, Billy, va ser enviat a l'institut religiós masculí Germans de les Escoles Cristianes de La Salle, al comtat de Down, famós per abús infantil; va declarar el 2014 sobre la investigació sobre abús institucional històric d'Irlanda del Nord, que va descriure reiterats abusos sexuals i físics i la fam, i va dir «els cristians que tenien cura de nois petits, potser eren cristians, però per a mi eren dimonis disfressats amb aquest uniforme».
Al cap de dos dies del seu segrest, un dels seus fills va denunciar l'incident al Royal Ulster Constabulary (RUC) i a l'exèrcit britànic. Tot i això, el Police Ombudsman for Northern Ireland no va trobar cap rastre en la investigació sobre el segrest durant en les dècades del 1970 i 1980. Un oficial va dir al Police Ombudsman que les investigacions del Departament d'Investigació Criminal (CID) en aquella zona de Belfast en aquell moment estaven «restringides als casos més greus». El 2 de gener de 1973, la RUC va rebre dues informacions que declaraven: «es rumoreja que Jean McConville havia estat segrestat per [l'IRA] perquè era una informadora».
Al març de 1973, es va rebre informació de l'exèrcit britànic que deia que el segrest era un engany elaborat i que McConville havia abandonat la llar per voluntat pròpia. Com a resultat, la RUC es va negar a acceptar la desaparició de McConville, i va preferir creure un rumor anònim que deia que havia fugit amb un soldat britànic. La primera investigació sobre el seu segrest sembla que va tenir lloc el 1995, quan es va establir un equip de detectius de la RUC per revisar els casos de tots aquells que es pensava que havien estat segrestats durant el conflicte.
El 1999, l'IRA va donar informació sobre el parador del seu cos. Això va provocar una recerca perllongada, coordinada per An Garda Síochána, la policia de la República d'Irlanda, però no es va trobar cap cos. La nit del 26 d'agost de 2003, una tempesta va arrasar una part del terraplè que donava el costat oest de l'aparcament de Shelling Hill Beach, a prop del lloc de les recerques anteriors. Això va deixar al descobert el cos. El 27 d'agost va ser trobat pels transeünts mentre caminaven a la platja de Shelling Hill (també coneguda com a Templetown Beach) al comtat de Louth, a l'extrem sud-est de la península de Cooley. McConville va ser posteriorment reenterrada al costat del seu marit Arthur al Holy Trinity Graveyard de Lisburn.

## La investigació

### L'informe del Police Ombudsman
L'abril de 2004, la investigació sobre la mort de McConville va retornar un veredicte d'assassinat.
El 2006, el Police Ombudsman for Northern Ireland, Nuala O'Loan, va publicar un informe sobre la investigació de l'assassinat per part de la policia. Va concloure que la RUC no va investigar l'assassinat fins al 1995, quan va dur a terme una investigació menor. No va trobar cap evidència que hagués estat una informadora, però va recomanar al govern britànic que anés en contra de la seva política de confidencialitat en relació amb els informadors i revelés si ella era una informadora. El periodista Ed Moloney va demanar al govern britànic que publiqués els diaris de guerra d'aquells dies relacionats amb la zona de Divis Flats. Els diaris de guerra solen publicar-se sota la regla dels trenta anys, però els relacionats amb Divis en el moment de la mort de McConville no es podran publicar fins després de noranta anys.
Des de llavors, la policia ha demanat perdó per no haver investigat el seu segrest. El gener del 2005, el president del partit del Sinn Féin, Mitchel McLaughlin, va afirmar que l'assassinat de McConville no era un delicte, dient que havia estat executada com a espia en una situació de guerra. Això va provocar que el periodista irlandès Fintan O'Toole escrivís una refutació, argumentant que el segrest i l'assassinat extrajudicial de McConville eren clarament un «crim de guerra segons tots els estàndards nacionals i internacionals acceptats». Des de llavors, l'IRA va emetre una disculpa general, dient que «lamenta el patiment de totes les famílies pels seus éssers estimats que van ser assassinats i enterrats per l'IRA».

### Investigació del PSNI i cintes del Boston College
L'agost del 2006, el cap de l'agència del Servei de Policia d'Irlanda del Nord (PSNI), Sir Hugh Orde, va declarar que no esperava que ningú fos portat a la justícia per l'assassinat, i va dir «és molt poc probable que es pugui iniciar un processament reeixit».
El Boston College va iniciar el 2001 un projecte d'història oral sobre conflicte nord-irlandès. Va gravar entrevistes amb republicans i lleialistes sobre la seva participació en el conflicte, entenent que les cintes no es publicarien fins després de la seva mort. Dos dels entrevistats republicans, Brendan Hughes i Dolours Price, tots dos ja morts, van admetre que estaven implicats en el segrest de McConville. Tots dos es van convertir en dissidents a l'Acord del Divendres Sant i al suport del Sinn Féin. Van veure el president del Sinn Féin, Gerry Adams, com un traïdor per negociar l'Acord i persuadir l'IRA perquè posés fi a la seva campanya.
El 2010, després de la mort de Hughes, algunes de les seves declaracions es van publicar al llibre Voices from the Grave. Va afirmar que McConville havia admès ser una informadora i que Adams va ordenar la seva desaparició. En un article del diari del 2010, Price també afirmava que McConville era informadora i que Adams va ordenar la seva desaparició, cosa que Ed Moloney ha negat intensament. Price, qui va morir el 2013, va dir que va donar les entrevistes com a venjança contra Adams. L'expresonera republicana Evelyn Gilroy, que vivia a prop de McConville, va afirmar que Adams era un comandant de l'IRA i l'única persona que podria haver ordenat l'assassinat.
Adams ha negat qualsevol paper en la mort de McConville. Va dir que «l'assassinat de Jean McConville i l'enterrament secret del seu cos eren incorrectes i eren una greu injustícia per a ella i la seva família».
El 2011, el PSNI va iniciar una oferta legal per accedir a les cintes del Boston College. Actuant a petició del PSNI, el Departament de Justícia dels Estats Units va intentar obligar el Boston College a lliurar-les. El Boston College havia promès als entrevistats que les cintes no es publicarien fins després de la seva mort, i altres entrevistats van dir que temien represàlies si es publicaven. Després d'una llarga batalla judicial, el PSNI va rebre transcripcions d'entrevistes per part de Hughes i Price.

### Els arrests de 2014
Al març i abril de 2014, el PSNI va arrestar diverses persones pel segrest i l'assassinat de Jean McConville. Ivor Bell, antic cap de gabinet de l'IRA, va ser arrestat el març del 2014. Poc després, va ser acusat d'ajudar i incitar al seu assassinat. A l'abril, el PSNI va detenir tres persones que eren adolescents en el moment del segrest: un home de 56 anys i dues dones, de 57 i 60 anys. Totes van ser posades en llibertat sense càrrecs.
Després de la detenció de Bell al març, els mitjans de comunicació van especular si la policia voldria interrogar Gerry Adams a causa de les afirmacions de Hughes i Price. Adams va afirmar que no estava implicat, però va fer que el seu advocat es posés en contacte amb el PSNI per saber si el volien interrogar. El 30 d'abril, després de ser contactat pel PSNI, Adams va organitzar voluntàriament una entrevista a l'estació del PSNI d'Aontroim. Va ser arrestat i interrogat durant quatre dies abans de ser alliberat sense càrrecs. Es va enviar un expedient al Public Prosecution Service (PPS) per decidir si s'haurien de prendre noves mesures, però no hi havia «proves suficients» per acusar-lo.
La detenció es va produir durant una campanya electoral. El Sinn Féin va afirmar que el moment de l'arrest estava motivat políticament; un intent de perjudicar les possibilitats del partit en les properes eleccions. Alex Maskey va dir que era evidència d'una «agenda política […] negativa» per part d'elements del PSNI.
La família de Jean McConville havia fet campanya per l'arrest d'Adams per l'assassinat. El seu fill Michael va dir: «Jo i la resta de germans i germanes ens complau veure el PSNI fent la seva feina. No pensàvem que es produiria mai [la detenció del senyor Adams], però estem molt contents que hagi tingut lloc». En una entrevista posterior al programa Today de la BBC Radio 4, va afirmar que coneixia els noms dels que havien segrestat i matat la seva mare, però que: «No ho diria a la policia [PSNI]. Si digués alguna cosa a la policia, jo, a un dels meus familiars o a un dels meus fills, seriem assassinats per aquelles persones de l'IRA. És terrible que coneguem aquestes persones i no les puguem portar a la justícia».

### 2019
El 21 de febrer de 2019, l'escriptor Patrick Radden Keefe va afirmar haver identificat el voluntari de l'IRA que va disparar en l'assassinat de McConville, mentre escrivia un llibre sobre l'esdeveniment.